# Graptemys versa
Espèce
Synonymes
- Graptemys pseudogeographica versa  
Stejneger, 1925

Statut de conservation UICN

 LC  : Préoccupation mineure
Statut CITES
Graptemys versa est une espèce de tortue de la famille des Emydidae.

## Répartition
Cette espèce est endémique du Texas aux États-Unis. Elle se rencontre dans le bassin de la Colorado River sur le Plateau d'Edwards.

## Alimentation
Les mâles et les juvéniles se nourrissent principalement d'insectes et d'autres invertébrés. Les femelles se nourrissent principalement de mollusques.

## Publication originale
- Stejneger, 1925 : New species and subspecies of American turtles. Journal of the Washington Academy of Science, vol. 15, no 20, p. 462-463 (texte intégral).